# Dan Williams
Dan Williams (Memphis, 1º giugno 1987) è un giocatore di football americano statunitense che milita nel ruolo di nose tackle nella National Football League. Fu scelto dagli Arizona Cardinals come 26º assoluto nel Draft NFL 2010. Al college giocò a football all'Università del Tennessee.

## Arizona Cardinals
Al draft NFL 2010, Williams fu selezionato come 26ª scelta assoluta dagli Arizona Cardinals. Debuttò il 12 settembre 2010 contro i St. Louis Rams indossando la maglia numero 92.
Nella prima gara della stagione 2013 contro i Rams, Williams mise a segno il suo primo intercetto in carriera su Sam Bradford. Il 10 marzo 2015 divenne free agent. In cinque anni con i Cardinals chiuse giocando 70 partite, di cui 40 da titolare, totalizzando 156 tackle totali, 2 sack, un fumble forzato, un intercetto e 9 passaggi deviati.

## Oakland Raiders
L'11 marzo 2015 Williams firmò un contratto quadriennale del valore di 25 milioni di dollari con gli Oakland Raiders. Il 18 aprile 2017 venne svincolato. In due stagioni con i Raiders disputò 32 partite, di cui 26 giocate da titolare, totalizzando 65 tackle, 1,5 sack, un fumble recuperato e 2 passaggi deviati.

## Statistiche
| Partite totali      | 102 |
| Partite da titolare | 66  |
| Tackle              | 221 |
| Sack                | 3,5 |
| Fumble forzati      | 0   |
| Intercetti          | 1   |

Statistiche aggiornate alla stagione 2016